# Сантерия
Сантерѝя е афроамериканска религия, възникнала на базата на традиционните вярвания на племето Йоруба. Началото на сантерия възниква в Западна Африка в областите, където днес се намират Нигерия и Бенин. Търговията с роби довела много от тези хора до бреговете на Куба, Бразилия, Хаити, Тринидад и Пуерто Рико. Заедно с хората, които били доведени по море в един мизерен живот, била пренесена и тяхната религия.
Животинското жертвоприношение е съвсем малка част от по-общото ебо (жертва или дар) в Сантерия. Има различни видове ебо. Има дарове като ”адиму“, които могат да включват свещи, плодове, сладкиши, други вещи или извършване на постъпки, които могат да бъдат признати от боговете или оракулите. По време на гадаене жреците могат да поискат любим плод или блюдо, или могат да помолят човека да се вслуша в даден съвет. Понякога могат да поискат той да се откаже от пиенето или други вредни навици, или да носи определено бижу, да се посвети на религията и т.н. Жреците могат да помолят и за животно, обикновено това е пиле или гълъб, и само тогава оракулът е съгласен да помогне. По правило, животинската жертва се изисква само в сериозни ситуации като болест или голямо нещастие. Животни се предлагат и когато нов „свещеник“ се посвещава в служба на своето божество в началото на ритуалите по приемането в тайнство. Във всяко начало, разглеждано като раждане, има кръв.